# 絆腳石行動
踏腳石行動（Operation Treadstone），或稱踏腳石七一（Treadstone Seventy-One）。是神鬼認證小說與電影系列當中，美國中情局的高機密行動。而電影當中的踏腳石行動，最後則是改良並升級成黑薔薇行動（Operation Blackbriar）。

## 簡介
踏腳石行動計畫是一個高機密防衛的計畫，其機密性甚至連多位CIA主管都不知情。在小說中，踏腳石計畫的總部是在紐約市71街415號，其總部雖然外表只是一棟平凡的公司，但是內部加裝了偵測系統與防彈玻璃，計畫是要創造一個名為肯恩的殺手，引誘歐洲第一殺手「卡洛斯」現身，而肯恩就是由傑森·伯恩所扮演。只是最後當伯恩失憶後，踏腳石計畫也逐漸被卡洛斯所摸透，踏腳石計畫長官遭到殺害，最後該計畫則是被終結掉。
在電影當中，踏腳石總部，行動指揮小組就位在CIA總部維吉尼亞州蘭利市，指揮官是亞歷山大‧康克林，踏腳石殺手平時從事正常職業和生活，不過當首席殺手傑森·伯恩（麥特·戴蒙飾演）任務失敗並且失去聯繫後，康克林認為包恩變節並派出其他殺手追殺他，卻一一被伯恩解決，最後踏腳石計畫則是由康克林上司華德‧艾畢終結並將康克林滅口。

## 踏腳石／黑薔薇人員
- 華德·艾畢（Ward Abbott）：

布萊恩·考克（Brian Cox）飾演。CIA副局長，是亞歷山大‧康克林的上司，曾經利用踏腳石計劃派遣傑森‧包恩殺害俄羅斯政客掩飾自己的非法行為，在神鬼認證：神鬼疑雲中被揭發而自殺。
- 亞歷山大·康克林（Alexander Conklin）：

克里斯·庫柏（Chris Cooper）飾演。踏腳石行動長官，指揮踏腳石組員的行動，最後因為包恩的叛逃遲遲無法抓到包恩而被艾畢早一步滅口。
- 妮琪·帕森（Nicky Parsons）：

茱莉亞·史緹爾(Julia Stiles)飾演。踏腳石行動巴黎聯絡人，負責幹員們與總部的聯繫，也必須針對幹員們的身心理狀態作回報。在神鬼認證：最後通牒中暗示她與包恩有一段關係。
- 丹尼·佐恩（Danny Zorn）：

蓋伯利爾·曼（Gabriel Mann）飾演。踏腳石行動小組組員之一，負責幹員們與總部通訊時的接洽，最後在神鬼疑雲中發現可疑之處遭到艾畢滅口。
- 諾亞·瓦森（Noah Vosen）：

大衛·史崔森（David Strathairn）飾演。黑薔薇行動長官，辦公室位於紐約市，黑薔薇計畫曝光後遭到逮捕。
- 帕梅拉·兰迪（Pamela Landy）：

瓊·愛倫（Joan Allen）飾演。CIA主管，一開始是因為底下幹員遭到殺害，後來追查到傑森‧包恩才逐漸接觸到踏腳石計畫，後來對於包恩有著同情之心，並且舉發黑薔薇行動的陰謀。
- 亞伯特·賀斯基博士（Dr. Albert Hirsch）：

亞伯特·芬尼（Albert Finney）飾演。是踏腳石與黑薔薇計畫下，訓練幹員的負責人。訓練所位於紐約東區71街415號，最後在黑薔薇計畫曝光後遭到逮捕。
- 尼爾·丹尼爾斯（Neal Daniels）：

柯林·史丁頓（Colin Stinton）飾演。賀斯基博士的助手，後來被派駐在馬德里，後來將黑薔薇計畫洩漏出去，但在英國記者賽門·羅斯被滅口後逃亡至丹吉爾，最後仍在瓦森的指揮下被炸死在車內。

## 踏腳石／黑薔薇幹員
踏腳石計畫麾下的幹員，全都是有相當能力的殺手。完成任務後，幹員們都不會留下任何痕跡地而被追查到他們的存在，在非任務時期，幹員們則會回到正常身份過著正常生活，妮琪‧帕森曾經說過：
|  | 他們從不犯錯，他們從不隨意殺人，他們一定有個任務，一定有目標。 They don't make mistakes. They don't do random. There's always an objective, always a target. |

踏腳石幹員對於槍枝、爆破、交通工具和近距離搏擊都相當優異。幹員們也擁有相當優秀的觀察能力、逃脫技巧、體力，還有他們能在最迫切的情況下從容不迫，冷靜思索。

### 踏腳石幹員
- 傑森·伯恩（Jason Bourne）：

麥特·戴蒙（Matt Damon）飾演。踏腳石行動幹員，駐紮在法國巴黎，使用約翰‧麥可‧肯恩的化名在刺殺萬波西的行動中失敗，墜入地中海失去了記憶。在小說中，傑森‧包恩是踏腳石計畫的唯一幹員，化名為肯恩的虛幻殺手。
- 教授（The Professor）：

克里夫·歐文（Clive Owen）飾演。踏腳石行動幹員，駐紮在西班牙巴塞隆納，在包恩失去聯繫後，負責追殺包恩。最後則是追著包恩來到瑪莉朋友的房子，被包恩殺害，在死前他告訴包恩踏腳石計畫，使得包恩必須終結一切。
- 凱斯坦（Castel）：

尼基‧諾德(Nicky Naude)飾演。踏腳石行動幹員，駐紮在義大利羅馬，最初是第一個找到包恩的幹員，與包恩在包恩的巴黎住處打鬥，不過包恩則是將凱斯坦打傷，凱斯坦則是知道情況不利，自己跳樓自殺了。
- 曼漢（Manheim）：

羅素‧雷米(Russel Levy)飾演。踏腳石行動幹員，駐紮在德國漢堡，原本一開始也是負責追杀包恩的幹員之一，不過在康克林無法抓到包恩的情況下，則由艾畢下令曼漢將康克林給殺了。
- 亞達（Jarda）：

馬頓·索柯斯（Marton Csokas）飾演。踏腳石行動幹員，駐紮在德國慕尼黑，在踏腳石計畫終結後，他與傑森是唯一剩下的踏腳石幹員。在神鬼認證：神鬼疑雲中，包恩原本想從亞達得到踏腳石的資訊，但是亞達攻擊包恩，最後兩人纏鬥則是由包恩殺了亞達，並且炸毀了他的房子。

### 黑薔薇幹員
- 柏茲（Paz）：

艾格·拉米瑞茲（Edgar Ramirez）)飾演。黑薔薇行動幹員，駐紮在義大利那不勒斯，被瓦森指派追殺包恩的殺手卻失敗，由於包恩不打算殺他而活下來，是唯一僅存的黑薔薇幹員。
- 戴許·包克沙尼（Desh Bouksani）：

喬伊·安薩（Joey Ansah）飾演。黑薔薇行動幹員，駐紮在摩洛哥卡薩布蘭加，被指派到丹吉爾去殺掉丹尼爾，後來被瓦森指派殺掉丹尼爾之後再殺掉包恩和妮琪，雖然他殺掉了丹尼爾，但最後被包恩給殺掉。

### 生理／心理影響
踏腳石幹員最常有頭痛的問題，另外幹員們也會有畏光、壓力過大、長期疲累等生理問題。
而包恩的失憶症是最特殊的，此種心理症狀在包恩之前都沒有先例。這對這些幹員們來說應該是最不可能會有的症狀。包恩不僅失去了他的記憶，包括自己的名字、職業、親屬也都完全不記得，但是他的搏擊技巧、語言能力、逃脫技巧及觀察能力卻依舊還在，而後接觸或看到某些人事物時，就會有觸動記憶的現象。

## 行動範圍
在電影當中，幹員分布在德國漢堡、西班牙巴塞隆納以及義大利羅馬，但是從這些幹員都會前往瑞士蘇黎世來看，他們的活動範圍應該都是在蘇黎世附近的幹員是能夠行動的，但是這樣也無法從電影或書中看出踏腳石幹員是否分布於全球各地還是僅限於歐洲行動。

## 狀態
踏腳石計畫終結之後，華德·艾畢再度提出了黑薔薇計畫為踏腳石計畫的升級版本。然而在神鬼認證：最後通牒中，最後當CIA局長伊茲拉·克蘭瑪被調查、行動指揮官諾亞·瓦森遭到逮捕後，黑薔薇計畫就宣告終結了。